# Georges Bonhivers
Georges Bonhivers, né le 2 mars 1900 à Tilleur et mort à une date inconnue, est un footballeur international belge actif durant les années 1920 qui occupait le poste de milieu de terrain. Il joue au Royal Tilleur FC mais on ignore avec précision la durée de sa carrière.

## Carrière
Georges Bonhivers joue avec Tilleur lors de la saison 1925-1926 qui marque le retour du club parmi l'élite nationale. L'équipe est reléguée en fin de saison mais le joueur reste fidèle au club et malgré la relégation, ses bonnes prestations lui permettent d'être appelé en équipe nationale belge pour disputer un match amical en 1927.

## Statistiques
| Saison                | Club                  | Championnat           | Championnat | Championnat | Coupe(s) nationale(s) | Coupe(s) nationale(s) | Total | Total |
| Saison                | Club                  | Division              | M.          | B.          | M.                    | B.                    | M.    | B.    |
| 1925-1926             | R. Tilleur FC         | Division 1            | 17          | 5           | 0                     | 0                     | 17    | 5     |
| 1926-1927             | R. Tilleur FC         | Division 2            | -           | -           | 0                     | 0                     | 0     | 0     |
| Total sur la carrière | Total sur la carrière | Total sur la carrière | 17          | 5           | -                     | -                     | 17    | 5     |

## Carrière internationale
Georges Bonhivers compte une convocation et un match joué en équipe nationale belge. Celui-ci a lieu le 2 janvier 1927 contre la Tchécoslovaquie.
Le tableau ci-dessous reprend toutes les sélections de Georges Bonhivers. Le score de la Belgique est toujours indiqué en gras.
| Date       | Compétition  | Adversaire      | Lieu  | Score | Remarque |
| ---------- | ------------ | --------------- | ----- | ----- | -------- |
| 02/01/1927 | Match amical | Tchécoslovaquie | Liège | 2-3   |          |